# Lijst van nummer 1-hits in de Nederlandse Single Top 100 in 1994
Deze hits stonden in 1994 op nummer 1 in de Mega Top 50, de voorloper van de huidige Nederlandse Single Top 100.
| Nummer | Datum        | Artiest                        | Titel                                        |
| ------ | ------------ | ------------------------------ | -------------------------------------------- |
|        | 1 januari    | Geen Mega Top 50 verschenen    | Geen Mega Top 50 verschenen                  |
| 296    | 8 januari    | Paul de Leeuw / Annie de Rooy  | Ik wil niet dat je liegt / Waarheen waarvoor |
|        | 15 januari   | Paul de Leeuw / Annie de Rooy  | Ik wil niet dat je liegt / Waarheen waarvoor |
|        | 22 januari   | Paul de Leeuw / Annie de Rooy  | Ik wil niet dat je liegt / Waarheen waarvoor |
|        | 29 januari   | Paul de Leeuw / Annie de Rooy  | Ik wil niet dat je liegt / Waarheen waarvoor |
|        | 5 februari   | Paul de Leeuw / Annie de Rooy  | Ik wil niet dat je liegt / Waarheen waarvoor |
|        | 12 februari  | Paul de Leeuw / Annie de Rooy  | Ik wil niet dat je liegt / Waarheen waarvoor |
|        | 19 februari  | Paul de Leeuw / Annie de Rooy  | Ik wil niet dat je liegt / Waarheen waarvoor |
|        | 26 februari  | Paul de Leeuw / Annie de Rooy  | Ik wil niet dat je liegt / Waarheen waarvoor |
|        | 5 maart      | Paul de Leeuw / Annie de Rooy  | Ik wil niet dat je liegt / Waarheen waarvoor |
| 397    | 12 maart     | Cappella                       | Move on Baby                                 |
|        | 19 maart     | Cappella                       | Move on Baby                                 |
|        | 26 maart     | Cappella                       | Move on Baby                                 |
| 398    | 2 april      | Mariah Carey                   | Without You                                  |
|        | 9 april      | Mariah Carey                   | Without You                                  |
|        | 16 april     | Mariah Carey                   | Without You                                  |
|        | 23 april     | Mariah Carey                   | Without You                                  |
|        | 30 april     | Mariah Carey                   | Without You                                  |
| 399    | 7 mei        | Reel 2 Real & The Mad Stuntman | I Like to Move It                            |
|        | 14 mei       | Reel 2 Real & The Mad Stuntman | I Like to Move It                            |
|        | 21 mei       | Reel 2 Real & The Mad Stuntman | I Like to Move It                            |
|        | 28 mei       | Reel 2 Real & The Mad Stuntman | I Like to Move It                            |
| 400    | 4 juni       | O(+>                           | The Most Beautiful Girl in the World         |
| 401    | 11 juni      | 2 Unlimited                    | The Real Thing                               |
|        | 18 juni      | 2 Unlimited                    | The Real Thing                               |
| 402    | 25 juni      | Johan & de Groothandel         | As Dick me hullep nodig heb                  |
|        | 2 juli       | Johan & de Groothandel         | As Dick me hullep nodig heb                  |
|        | 9 juli       | Johan & de Groothandel         | As Dick me hullep nodig heb                  |
| 403    | 16 juli      | 2 Brothers on the 4th Floor    | Dreams (Will Come Alive)                     |
|        | 23 juli      | 2 Brothers on the 4th Floor    | Dreams (Will Come Alive)                     |
|        | 30 juli      | 2 Brothers on the 4th Floor    | Dreams (Will Come Alive)                     |
| 404    | 6 augustus   | All-4-One                      | I Swear                                      |
|        | 13 augustus  | All-4-One                      | I Swear                                      |
| 405    | 20 augustus  | Wet Wet Wet                    | Love Is All Around                           |
|        | 27 augustus  | Wet Wet Wet                    | Love Is All Around                           |
|        | 3 september  | Wet Wet Wet                    | Love Is All Around                           |
|        | 10 september | Wet Wet Wet                    | Love Is All Around                           |
| 406    | 17 september | Rednex                         | Cotton Eye Joe                               |
| 407    | 24 september | Marco Borsato                  | Dromen zijn bedrog                           |
|        | 1 oktober    | Marco Borsato                  | Dromen zijn bedrog                           |
|        | 8 oktober    | Marco Borsato                  | Dromen zijn bedrog                           |
|        | 15 oktober   | Marco Borsato                  | Dromen zijn bedrog                           |
|        | 22 oktober   | Marco Borsato                  | Dromen zijn bedrog                           |
|        | 29 oktober   | Marco Borsato                  | Dromen zijn bedrog                           |
|        | 5 november   | Marco Borsato                  | Dromen zijn bedrog                           |
|        | 12 november  | Marco Borsato                  | Dromen zijn bedrog                           |
|        | 19 november  | Marco Borsato                  | Dromen zijn bedrog                           |
|        | 26 november  | Marco Borsato                  | Dromen zijn bedrog                           |
|        | 3 december   | Marco Borsato                  | Dromen zijn bedrog                           |
|        | 10 december  | Marco Borsato                  | Dromen zijn bedrog                           |
|        | 17 december  | Marco Borsato                  | Dromen zijn bedrog                           |
| 408    | 24 december  | Hermes House Band              | I Will Survive (La La La)                    |
|        | 31 december  | Geen Mega Top 50 verschenen    | Geen Mega Top 50 verschenen                  |